# Proteste in der Türkei 2025
Die türkischen Proteste gegen die Regierung Erdoğan 2025 sind öffentliche Demonstrationen in der gesamten Türkei, die sich gegen die Politik der Türkische Regierung richten. Auslöser dafür war die Festnahme des Istanbuler Bürgermeisters Ekrem İmamoğlu am 19. März 2025. Neben İmamoğlu wurden mehr als 100 weitere Oppositionsmitglieder und Demonstranten von den türkischen Behörden verhaftet. 
Landesweit kommt es auch abseits der Metropolen seitdem zu Protesten gegen die als zunehmend totalitär wahrgenommene AKP-Regierung. Hunderttausende Menschen protestierten in fast allen türkischen Städten, darunter in Istanbul, Ankara und İzmir. Vor dem Sitz der Stadtverwaltung von Istanbul versammelten sich am 29. März 2025 hunderttausende Menschen; es war die größte Demonstration seit den Gezi-Protesten 2013. 
Gefordert werden Meinungsfreiheit, bürgerliche Rechte, soziale Gerechtigkeit und ein insgesamt laizistisches und kemalistisches Staatsverständnis.
Auf den Kundgebungen werden die als politisch motiviert bezeichneten rechtlichen Schritte gegen den wichtigsten Oppositionskandidaten für die türkischen Präsidentschaftswahlen 2028 und bedeutendsten politischen Rivalen des türkischen Präsidenten Recep Tayyip Erdoğan kritisiert.
Die Demonstrationen werden von der sozialdemokratisch-kemanlistischen CHP und zahlreichen anderen politischen Oppositions-Parteien, Organisationen und Verbänden unterstützt. 
Als besonders gilt, dass die Demonstranten ein breites ideologisches Spektrum abbilden: sowohl rechts- als auch linksgerichtete Personen fordern eine republikanische Türkei. In diesem Zusammenhang werden Symbole der Republik – insbesondere Atatürk – häufig als verbindender Element und symbolischer Bezugspunkt bei den Demonstrationen verwendet. Die Proteste finden im Kontext einer anhaltenden Wirtschaftskrise in der Türkei statt. Der Wert der türkischen Lira gegenüber dem US-Dollar fiel in den drei Tagen nach İmamoğlus Verhaftung um 16,3 %.
Die türkische Regierung und staatliche Behörden reagieren restriktiv auf die Proteste; seit Beginn der öffentlicher Demonstrationen nach der Verhaftung wurden nach Angaben des türkischen Innenministers bis Ende März 2025 mehr als 1.400 Menschen festgenommen.

## Hintergrund
Ekrem İmamoğlu, ein 54-jähriger Politiker der Republikanischen Volkspartei (CHP), war seit 2019 Bürgermeister von Istanbul. İmamoğlu hatte bei den Kommunalwahlen 2019 und 2024 bedeutende Siege gegen Verbündete Erdoğans errungen, bei denen die CHP diese Wahlen in den meisten Großstädte gewann. Diese Siege wurden als Herausforderung für Erdoğans politische Dominanz gewertet.
In den Monaten vor seiner Festnahme hatte İmamoğlu seine Kritik an der Erdoğan-Regierung verstärkt; das Erdogan-Regime strengte mehrere Gerichtsverfahren gegen ihn an. İmamoğlu wurde am 19. März 2025 mit einem polizeilichen Großaufgebot festgenommen; ihm wurden Korruption und Unterstützung der Arbeiterpartei Kurdistans (PKK) vorgeworfen. Deren Auflösung hatte der PKK-Führer Abdullah Öcalan bereits im Februar 2025 befohlen.
Rund 100 weitere Menschen, darunter Journalisten und Unternehmer, wurden beschuldigt, sie hätten bei kommunalen Verträgen rechtswidrig gehandelt: sie hätten eine kriminelle Vereinigung angeführt, Bestechungsgeld angenommen und Ausschreibungen manipuliert. Die Universität Istanbul entzog İmamoğlu seinen akademischen Grad, was ihn bei Bestätigung von künftigen Präsidentschaftswahlen ausschließen würde.

## Proteste

### 19. März 2025
CHP-Chef Özgür Özel bezeichnete die Festnahme als „Putschversuch gegen den künftigen Präsidenten“ und rief Oppositionsgruppen zum Zusammenhalt auf. Innerhalb weniger Stunden versammelten sich Hunderte Demonstranten nahe der Istanbuler Polizeizentrale, wohin İmamoğlu nach seiner Festnahme gebracht worden war. Die Protestierenden skandierten regierungs- und erdoğankritische Parolen und bezeichneten die Festnahme als Angriff auf die demokratischen Institutionen der Türkei. Einige sprachen von einem „Putsch gegen İmamoğlu“ und betonten, dass er „Erdoğan viermal an der Wahlurne geschlagen“ habe. Kommunalangestellte gehörten zu den Teilnehmern.
Das Gouverneursamt Istanbul verbot alle öffentlichen Versammlungen für vier Tage, errichtete Barrikaden um die Polizeizentrale und positionierte Sondereinheiten sowie Wasserwerfer.
Am 19. März 2025 versuchten CHP-Abgeordnete, die Sitzung der Nationalversammlung zu stören. Sie verließen sie aus Protest.

### 21. März 2025
Auch am 21. März 2025 gab es große Demonstrationen gegen die Festnahme und große Demonstrationen.
Nach der Verhaftung des CHP-Bezirksbürgermeisters im Stanbuler Stadtbezirk Şişli, setzte die Regierung einen staatlichen Zwangsverwalter ein. Er verkündete die Kent Lokantası zu schließen, diese von der Stadtverwaltung İmamoğlus subventionierte Restaurants boten sehr günstiges Essen an. Aus dem Gefängnis heraus rief İmamoğlu daraufhin zu Spenden für Bedürftige in Şişli auf. Bereits nach wenigen Stunden waren fast eine Million Lira eingezahlt worden, umgerechnet rund 25.000 Euro.

### 23. März 2025
Trotz seiner Verhaftung und Suspendierung wurde Imamoglu offiziell zum Präsidentschaftskandidaten der CHP gewählt. 15 Millionen Menschen stimmten nach Parteiangaben bei den Vorwahlen für den Istanbuler Bürgermeister. Abstimmen konnten alle der etwa 1,7 Millionen CHP-Mitglieder in sämtlichen 81 Provinzen. Davon sprachen sich etwa 1,6 Millionen Parteimitglieder für İmamoğlu als Kandidaten aus. Nicht-Parteimitglieder waren aufgerufen, ihre Stimme über sogenannte Solidaritätswahlboxen für İmamoğlu abzugeben. Dabei haben 13,2 Millionen Menschen ihre Solidarität mit İmamoğlu zum Ausdruck gebracht.

### 25. März 2025
Özgür Özel rief die Menschen dazu auf, Waren und Dienstleistungen von Unternehmen zu boykottieren, die als Erdoğan nahestehend gelten. Die Menschen sollten Fernsehsender und Unternehmen meiden, die die Proteste ignorieren und die Regierung unterstützen. Er kritisierte insbesondere die Pro-Erdoğan-Medien, die wenig oder verfälschend über die Demonstrationen berichteten. Er forderte die Menschen auf, ihre Kaufkraft zu nutzen, um Druck auf Erdogan-freundliche-Unternehmenskonklomerate auszuüben.

### 27. März 2025
Am 27. März 2025 wurde durch Medienberichte bekannt, dass İmamoğlus Anwalt festgenommen wurde.
Die türkische Rundfunkaufsicht RTÜK verhängte ein zehntägiges Sendeverbot gegen den oppositionellen Fernsehsender Sözcü TV wegen "Anstiftung der Öffentlichkeit zu Hass und Feindseligkeit" bei der Berichterstattung über die Massenproteste. Daraufhin zogen Demonstranten vor den Sitz von RTÜK in Ankara und skandierten "Freie Presse, freie Türkei".

### 29. März 2025
Am 29. März 2025 fand die größte Demonstration seit den Gezi-Protesten 2013 statt. Hunderttausende Menschen protestierten in Istanbul gegen die Regierung von Präsident Erdoğan. CHP-Chef Özel sprach bei der Kundgebung von mehr als zwei Millionen Teilnehmern.

### 1. April 2025
Devlet Bahçeli, Vorsitzender der Partei der Nationalistischen Bewegung (MHP) und enger Verbündeter von Präsident Erdoğan, erklärte, falls die Proteste anhielten, könnten sie auf Gegenproteste von Regierungsanhängern stoßen, was das Risiko landesweiter Zusammenstöße erhöhe. Er warf der CHP zudem vor, die Unruhen zu missbrauchen, um die Regierung zu destabilisieren. 
Die Generalstaatsanwaltschaft Istanbul leitete Ermittlungen gegen die Personen ein, die in den sozialen Medien zu dem Boykott aufgerufen hatten, da sie Hass und Feindseligkeit angestiftet hätten.

### 19. April 2025
Bei einer Kundgebung der CHP in Yozgat in Mittelanatolien, das als eine Hochburg der AKP galt, protestierten ebenfalls zahlreiche Menschen. Yozgat habe das Klischee gebrochen, sagte CHP-Chef Özgür Özel bei der Kundgebung in der Stadt. Unter anderem nahmen Landwirte mit hunderten Traktoren an der Demonstration teil.

## Akteure
Die Proteste werden von verschiedensten gesellschatlichen Gruppen getragen. Vor allem junge Türken aus der "Generation Erdogan" protestieren für eine bessere Zukunft.

### Schüler
Mitte April 2025 begannen die Schüler in der Türkei zu streiken. Viele Schüler gingen nicht mehr in den Unterricht, sondern versammelten sich zu Sitzstreiks und Protesten in Ankara, Izmir, Antalya, Mersin oder Amasya und Istanbul.

### Studenten
Studenten nahmen zahlreich an den Protesten teil. Viele Universitäten sind von AKP-treuen Studierenden besetzt.

### Medien
Die Medien in der Türkei sind ein Ziel der Proteste und gleichzeitig Akteur. Sie sind dem Druck der AKP-Regierung ausgesetzt und ihnen wird von den Protestierenden vorgeworfen, regierungstreu zu berichten. Viele Journalisten fürchten sich vor Anklagen durch die Behörden wegen "Terrorunterstütztung".
Rund 95 Prozent der Print- und Fernsehmedien sind unter der Kontrolle von Unternehmen, die der Regierungspartei AKP nahe stehen. Neben den staatlichen Sender von TRT sind auch die großen Privatsender ATV, CNN Türk, a Haber und Star AKP-nah. Seit der Einschränkung der Berichterstattung über die Gezi-Park-Proteste 2013 in den klassischen Medien werden in der Türkei vemehrt soziale Medien als Nachrichtenquelle genutzt. Ab Mitte der 2010er Jahre haben sich neue türkische Kanäle und Anbieter gebildet. Aber auch auf türkischsprachige Angebote ausländischer Medien, wie etwa die Deutsche Welle und die BBC, wurde verstärkt zugegriffen.

## Repression
In Istanbul wurden Gruppen von protestierenden Studierenden eingekesselt, geschlagen und massenhaft verhaftet. Wer an Protesten teilnimmt, riskiert die Exmatrikulation. Obwohl die Unis durch Gefolgsleute Erdoğans besetzt sind, unterrichten einige Dozenten weiterhin mit dem Risiko, ihre Jobs zu verlieren.
Die Istanbuler Behörden sperrten den Zugang zu Twitter/X, YouTube, Instagram und TikTok.
Die sogenannten Projektschulen sind renommierte Gymnasien, mit hohem Anspruch und Kooperationen ins Ausland. Die Regierung plant, 20000 Lehrkräfte aus dieser Schulform zu versetzen. Medienberichten zufolge werden vor allem solche Lehrkräfte versetzt, die als regierungskritisch gelten und zum Beispiel an Demonstrationen gegen die Regierung teilgenommen haben. Lehrkräfte, die die Proteste im Unterricht thematisiert haben, sind ebenfalls betroffen. Ihre Stellen erhalten jetzt Lehrer, die der Regierung Erdoğan freundlich gesinnt sind. Bildungsminister Yusuf Tekin sagte, die Versetzungen seien rechtskonform.
Etwa 2.000 Menschen wurden laut türkischem Innenministerium im Zuge der Proteste gegen die Inhaftierung İmamoğlus festgenommen.

## Reaktionen der Türkischen Regierung
Die Regierung bestritt politische Einflussnahme und betonte die Unabhängigkeit der Justiz. Recep Tayyip Erdoğan bezeichnete die Protestierenden Bürger als "Straßen-Terroristen".

## Reaktionen in Deutschland
In mehreren deutschen Städten kommt es zu Demonstrationen von Deutschtürken gegen die türkische Regierung. Unter anderem riefen die deutschen Gliederungen der CHP dazu auf. Oppositionsgruppen riefen zum Boykott der deutschen AKP-nahen Vereine UID, Ditib und IGMG, vor allem des Wirtschaftsverbandes MÜSIAD auf.
Die türkische Regierung beobachtet laut Auswärtigem Amt auch die Aktivitäten in Deutschland. So kann die Teilnahme an einer Anti-AKP Demonstration in Deutschland für eine Strafverfolgung durch die türkischen Behörden sorgen wie die Mitgliedschaft in Vereinen, die in Deutschland legal sind. Selbst die Unterzeichnung von Petitionen kann zu Schwierigkeiten bei der Einreise oder beim Aufenthalt in der Türkei führen, auch wenn die Aktivitäten länger zurückliegen.

## Internationale Reaktionen
Amnesty Internationals stellvertretende Europa-Direktorin Dinushika Dissanayake verurteilte die Maßnahmen als „drakonisch“ und als Unterdrückung friedlichen Protests. In einer Erklärung forderten Menschenrechtsgruppen wie Human Rights Watch, Amnesty International und 13 weitere Organisationen die türkische Regierung auf, die Angriffe auf friedliche Demonstranten zu stoppen. Menschenrechtsorganisationen und Regierungen äußerten Besorgnis über demokratische Rückschritte in der Türkei.